# Hasegawa Tōhaku
Hasegawa Tōhaku (長谷川 等伯 Hasegawa Tōhaku?   1539 - 1610) fue un pintor japonés y fundador de la Escuela Hasegawa de pintura durante el período Azuchi-Momoyama de la historia de Japón.
Tōhaku inició su carrera artística realizando pinturas budistas en su hogar en Noto (en la actual prefectura de Ishikawa). Tras desplazarse a Kioto como a la edad de 30, desarrolló su estilo propio de pintura con tinta china, y pronto se dedicó a realizar pinturas decorativas. Así, entró en rivalidad con el artista Kanō Eitoku, con quien se disputó el aprecio y auspicio de Oda Nobunaga y Toyotomi Hideyoshi.
Después de la muerte de Eitoku, en 1590, Tōhaku quedó como el más grande maestro vivo de su tiempo, convirtiéndose en el pintor oficial de Hideyoshi.

Shōrin-zu byōbu (izquierda).

Shōrin-zu byōbu (derecha).

- Datos: Q719668
- Multimedia: Hasegawa Tohaku / Q719668